# Лаврино (Омская область)
Лаврино — деревня в Нижнеомском районе Омской области. Входит в состав Нижнеомского сельского поселения.

## История
В 1928 г. деревня Лаврина состояла из 85 хозяйств, основное население — украинцы. Центр Лавринского сельсовета Иконниковского района Омского округа Сибирского края.

## Население
| 2010 |
| ---- |
| 127  |